# 仙台車両センター宮城野派出所
仙台車両センター宮城野派出所（せんだいしゃりょうセンターみやぎのはしゅつじょ）は、宮城県仙台市宮城野区にある東日本旅客鉄道（JR東日本）の車両基地である。同社東北本部の管轄。運転士・車掌職場である仙台統括センター宮城野乗務ユニットが併設されている。
陸前原ノ町駅構内にあった陸前原ノ町電車区（北緯38度15分56.8秒 東経140度54分37.9秒 / 北緯38.265778度 東経140.910528度）が前身で、仙石線仙台 - 苦竹間の地下新線工事に合わせて現在地に移転、名称が変更されたものである。派出所内の線路は宮城野信号場を介して仙石線と接続している。

## 車両の入出庫
車両の入出庫は宮城野信号場を介して行う。なお、仙石線全体の信号制御を行う仙石指令・CTCセンターは宮城野運輸区内にある。石巻側（石巻駅・高城町駅・東塩釜駅・多賀城駅）の出入庫は回送列車にて行われるが、あおば通側の出入庫は大半があおば通 - 小鶴新田間は営業列車として客扱いを行い、小鶴新田 - 宮城野信号場間を回送扱いとしている。小鶴新田駅開業前は苦竹駅までの営業運転であった。
毎年8月に開催される松島灯籠流し花火大会において、震災前年の2010年度まで運行されていた臨時列車「流灯号」の下り列車には福田町始発（宮城野信号場 - 福田町間は回送扱い）で運転されていた。また異常時などに上り列車を福田町止まり - 宮城野信号場経由で入庫させることも可能で、仙石線電車の行き先表示には「福田町」の表示も準備されていたが、現在は現存しない。なお、逆に上り列車を福田町始発、下り列車を福田町止まりでの運行は信号システム上ではできない。

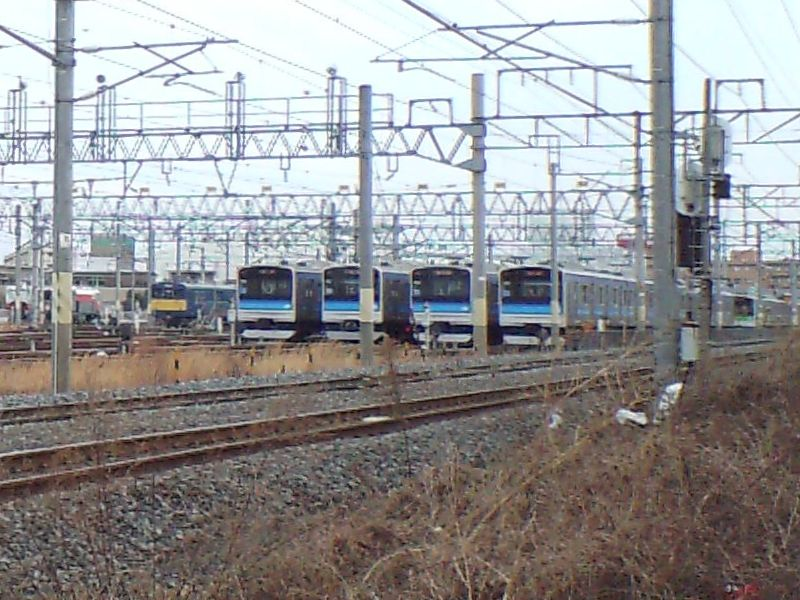
車庫
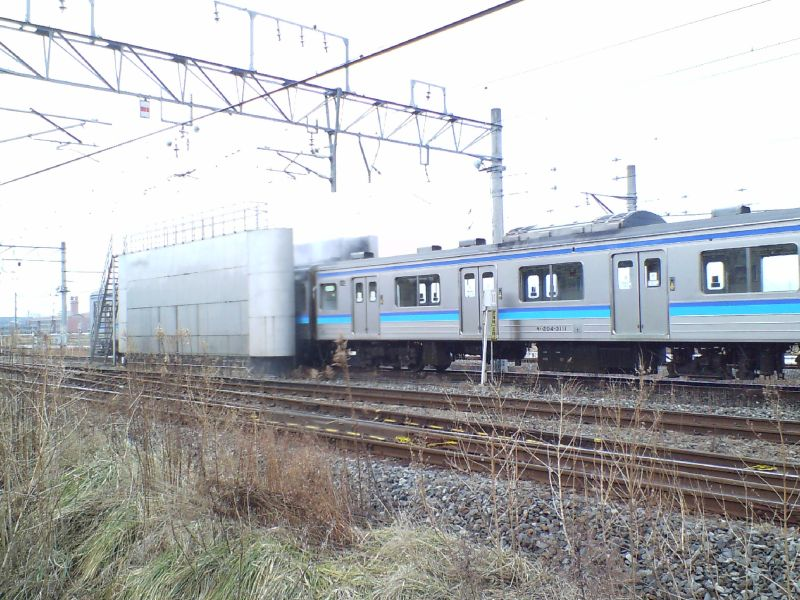
洗浄機

## 歴史

### 年表
- 1956年（昭和31年） - 仙台鉄道管理局 仙石線管理事務所（仙石線管理所）設立。略号は「仙セン」。
- 1971年（昭和46年）4月1日 - 仙石線管理所廃止、乗務員・検修部門の陸前原ノ町電車区発足。略称が「仙リハ」に変更。
- 1987年（昭和62年）4月1日 - 国鉄分割民営化により東日本旅客鉄道に移管。
- 1991年（平成3年）3月16日 - 仙石線仙台 - 苦竹間の地下化工事に伴い福田町駅付近に移転し、宮城野電車区と改称[1]。同時に略号を「仙ミノ」に改称。跡地には、2012年（平成24年）10月1日開館の仙台市宮城野区文化センター（地下に仙台市宮城野図書館）等が建設された。
- 2003年（平成15年）10月1日 - 運転士と検修を分割し、検修部門を仙台電車区宮城野派出所に改称[2]。同時に運転士部門と車掌部門（仙台車掌区の一部）を統合し「宮城野運輸区」発足[2]、略号を「仙セン」に改称。
- 2004年（平成16年）4月1日 - 仙台電車区の仙台車両センターへの改称に伴い、現在の名称に変更[3]。

### 震災による影響
2011年（平成23年）3月11日に発生した東北地方太平洋沖地震（東日本大震災）の影響により、仙石線はあおば通 - 石巻間の内、高城町 - 陸前小野間で不通となった。そのため、震災前に石巻経由で行われていた205系の全般検査・要部検査の施工担当である郡山総合車両センターへの回送が不可能となった。
2012年度は陸送により郡山総合車両センターへ検査の必要のある2編成を陸送して検査を施工したものの、多額の経費や諸手続・施工日数が掛かり非効率的であったため、新たに当所で受け入れ態勢を整え、2014年度末まで平均5編成/年のペースで当所に所属する205系の内、13編成の検査が施工された。

## 配置車両の車体に記される略号
「北セン」…東北本部（旧仙台支社）を意味する「北」と、仙台を意味する「セン」で構成される。

## 配置車両
仙石線の普通列車に運用されている車両が配置されている。2022年4月1日現在の配置車両は以下のとおり。
- 205系電車（68両）
  - 3100番台4両編成（M1 - M6、M8、M10 - M19編成）17本が配置されている。
  - M1編成 - M18編成は山手線にE231系500番台が投入された際に首都圏で余剰となった車両を2002年から2004年にかけて改造・転入したものである。M19編成は多賀城駅高架化工事に伴う予備車増加で運用に復帰していた103系RT-235編成の置き換え用として2009年に南武線（中原電車区）の205系1200番台1本を4両編成に短縮し、3100番台化した上で仙石線に転入したものである。
  - 2011年3月11日、東北地方太平洋沖地震による津波で仙石線野蒜 - 東名間を走行していたM9編成[6]が流され脱線し[7]、同年5月1日にかけ現地にて解体作業が行われた[8]。当該編成は同年3月12日付で廃車された[6]。また、石巻駅では到着後のM7編成が冠水して被災し、2012年9月5日から7日にかけて総合車両製作所へ回送され入場したが、2014年12月25日付で除籍され廃車となった[9][10]。

### 過去の配置車両
- 宮城電気鉄道からの引継ぎ車
  - 仙石線の前身である宮城電気鉄道で使用されていた車両（買収国電）。これらは、運転上混結出来ない状態で、運用も分けていた（宮城電気鉄道発注車両は、HL制御（非自動加速制御）のまま存置されていた）撤退後に日立電鉄や高松琴平電気鉄道、新潟交通に売却されたものもあり、琴電67号車など一部の車両は2000年代後半まで運用されていた。買収国電としては伊那電気鉄道引継ぎのサハニ7900形も仙石線で使用された。

- 30系・31系・33系・50系電車
  - 宮城電気鉄道からの引継ぎ車を置き換える目的で投入された、首都圏で余剰となった車体長17m級国電。72系などの20m車の投入により置き換えられた。

- クモハ41形
  - 17m車時代にクモハ41083が1両だけ配置された。後に宇部・小野田線に転属。

- クモハ54形・クハ68形・モハ70形電車
  - 17m車から20m車の置換えの際に、一時的に使用されたセミクロスシート車。クモハ54形・クハ68形には40系からの改造編入車を含む。72系への統一により、他線区へ転出（一部は廃車）した。
- 72系電車
  - 仙石線に在籍していた17m級車両を置き換える目的で投入され、1969年からベンチレーターを押込形にするなどの耐寒工事がなされた車両が中心となった。
  - 1974年には車体のみ103系後期車と同等のものに載せ替えた編成（モハ72形970番台・クハ79形600番台）が計20両配置され、1979年に通常車が置換えられた後も1985年まで残存していた。これらはのちに機器類も103系のものに交換した上で正式に103系3000番台となり、川越線などに転用されている。

- 103系電車
  - 2009年4月の時点で4両編成（RT-235編成）1本が配置されており、この編成はJR東日本に残る最後の営業用103系電車であった。
  - もともと72・73系電車の置換えを目的として、McM'TTcの4両×16本が1979年から投入された。うち1本は1987年に後述の105系に改造されている。
  - その後、McM'TTcの4両編成×9本・TcMM'Tcの4両編成×9本が1989年から投入された。首都圏への205系電車投入によって余剰となっていたものを、仙石線向けの改造・更新工事を施工した上で入線し、1993年までに1979年から投入したグループを淘汰した。1998年にも105系の置き換え用に4両編成×2本が追加投入されている。
  - 2002年に205系が入線してからは順次廃車されたが、RT-235編成のみ多賀城駅付近の高架化工事の際に車両不足が想定されることから予備車として残存し、2年間の留置期間を経て郡山総合車両センターに入場、トイレ設置、パンタグラフのシングルアーム式化などを行い、2007年3月19日より平日朝のラッシュ時のみ運用され、2009年10月21日、あおば通8時25分発871S列車を最後に営業運転を終了し、同年10月26日に郡山総合車両センターへ廃車回送された。これをもってJR東日本の103系電車は全廃となった[11]。

- 105系電車
  - McTc×2本、計4両が配置されていた。
  - 1987年に輸送量自体は低いものの都市化が進み始め区間利用者が見込める石巻 - 矢本間の区間列車運転を主目的として103系の改造により投入された。
  - 京浜東北線・根岸線から捻出された103系高運転台車編成投入との入替で1998年に書類上は廃車されたが、2両編成という利便性から、八王子支社および横浜支社管内の訓練センターで訓練編成として転用され、2008年に京浜東北線・根岸線で使用されていた209系の改造車にそれぞれ置換えられるまで使用された。

- クモヤ145形電車（1両）
  - 救援車・入換車として使用されていた。1983年に、それまで使用されてきたクモヤ90形に代わって導入された。マヤ検（マヤ34形客車を使用した軌道関係の各種検測）の牽引車にも使用されていたが、キヤE193系気動車が入線するようになってからは、本線走行の機会は検査入場時以外にはほとんどなかった。
  - 主に車両センター内で検査を行う車両の入れ換え作業に使用されていたが、新型入換動車の導入により、2009年6月5日に郡山総合車両センターに回送された後、除籍・廃車となった。

## その他の車両
- 72系電車時代もクモハ54形やクハ68形電車、70系電車（モハ70形のみ）が通風器改造の上で在籍していたこともある。また、31系電車を起源とするクモハ11・12形やクハニ19形、クモニ13形といった17m級車両も在籍していた。それらの撤退後も1980年代後半までは事業用車両のクモヤ90055が残存していたが、上記のクモヤ145形の投入により廃車されている。
- また、1986年度冬季には車内へのゴミ箱・自動販売機設置や105系化改造が重なり、車両不足が発生したため101系電車が豊田電車区（現・豊田車両センター）からの借用で入線している。101系は電動機の熱容量性能上MT比半々での運転は無理であり4両編成では4Mの全電動車編成にしなければならず、当初から72系電車の置換えにはMT比半々で運転可能な103系電車が投入されていたため、101系電車の入線は後にも先にもこれが唯一である。
- 仙石線では水害で電車が浸水することが何度かあったほか、車庫内で電車が接触する事故も発生した。これらの車両が修理中の間に、一時的に他地区から借用された103系電車が仙石線を走った。その際には仙石線でオレンジ色、カナリア色、ウグイス色の103系が見られた。
- また2000年に仙台駅付近地下化のための訓練運転用として運び込まれた車両は103系試作冷房車（クハ103-178, 179）を含む編成であった。これらの車両は借用先の電車区で廃車前提の車両だったものか、仙石線への転出が決定した車両であり、転出予定の車両はそのまま転入し郡山工場で改造され改めて入線している。一時的な借用の車両は、書類上のみ元の車両基地に返却され、車両はそのまま郡山工場へ送られて廃車されている。